# Buaya
Buaya (indonesisch für Krokodil, ehemals Kisu) ist eine indonesische Insel des Alor-Archipels. 

## Geographie
Die Insel liegt am Nordende der Pantarstraße in der Floressee zwischen den Inseln Alor und Pantar. Sie gehört zum Distrikt Westalor Meer (Alor Barat Laut). Sie bildet hier ein administratives Dorf (Desa) mit 1.171 Einwohnern (2010).